# Bitwa pod Falaise
Bitwa pod Falaise (kocioł Falaise) – decydujący etap bitwy o Normandię podczas II wojny światowej, stoczony w dniach 12–21 sierpnia 1944 r. Wokół francuskiego miasta Falaise utworzono kocioł, w którym niemieckie Grupa Armii B z 7 Armią i 5 Armią Pancerną (wcześniej Panzergruppe West) zostały otoczone przez wojska zachodnich aliantów. Wydarzenie to jest również określane jako bitwa o korytarz Falaise (od korytarza, który Niemcy chcieli utrzymać, aby wydostać się z okrążenia), kocioł Chambois, kocioł Falaise-Chambois, kocioł Argentan-Falaise lub bitwa o korytarz Trun – Chambois. Batalia ta doprowadziła do zniszczenia większości sił Grupy Armii B na zachód od Sekwany, co otworzyło drogę do Paryża i granicy francusko-niemieckiej armiom alianckim na froncie zachodnim.

## Tło sytuacyjne

### Operacja Overlord
Wczesne cele wojsk alianckich po inwazji na okupowaną przez Niemców Francję koncentrowały się wokół stałego portu w Cherbourgu i rejonu miasta Caen. Alianckie ataki obliczone na stałe poszerzanie przyczółków szybko pokonały pierwsze niemieckie próby zepchnięcia sił anglo-amerykańskich do morza, ale zła pogoda na Kanale La Manche opóźniła gromadzenie zapasów i posiłków, umożliwiając jednocześnie Niemcom przemieszczanie swoich wojsk i zaopatrzenia bez przeciwdziałania ze strony alianckich sił powietrznych. Amerykański VII Korpus zdobył Cherbourg 27 czerwca, ale niemiecka obrona Caen trwała aż do 20 lipca, kiedy to południowe dzielnice miasta zajęli Brytyjczycy i Kanadyjczycy w operacji Goodwood i operacji Atlantic.
Generał Bernard Law Montgomery, dowódca alianckich sił lądowych, zaplanował strategię związania walką sił niemieckich na wschodnim krańcu przyczółku przez Brytyjczyków i Kanadyjczyków, podczas gdy amerykańska 1 Armia ruszyła zachodnią stroną półwyspu Cotentin do Avranches. 25 lipca dowódca 1 Armii, generał Omar Bradley rozpoczął operację Cobra. 1 Armia przedarła się przez niemieckie umocnienia w pobliżu Saint-Lô i pod koniec trzeciego dnia operacji w kilku punktach pokonała 38 km na południe od swojej linii wyjściowej. Avranches zostało zdobyte 30 lipca, a w ciągu kolejnych 24 godzin VIII Korpus amerykańskiej 3 Armii przekroczył most do Bretanii w Pontaubault i kontynuował natarcie na południowy zachód przez otwarty teren, prawie bez oporu ze strony wroga.

### Operacja Lüttich
Natarcie amerykańskie było bardzo szybkie, dzięki czemu 8 sierpnia zostało zdobyte Le Mans, była kwatera niemieckiej 7 Armii. Po operacji Cobra, operacji Bluecoat i operacji Spring armia niemiecka w Normandii została nadszarpnięta do tego stopnia, że „już tylko kilku fanatyków z Waffen-SS wciąż żywiło nadzieję na uniknięcie porażki”. W tym samym czasie na froncie wschodnim rozpoczęła się Operacja Bagration przeciwko Grupie Armii „Środek”, co nie pozostawiło żadnej możliwości wzmocnienia frontu zachodniego. Adolf Hitler wysłał dyrektywę do feldmarszałka Günthera von Kluge, zastępcy dowódcy Grupy Armii B po zwolnieniu Gerda von Rundstedta, nakazując „natychmiastowy kontratak pomiędzy Mortain i Avranches”, aby „unicestwić” wroga i dotrzeć do zachodniego wybrzeża półwyspu Cotentin.

Osiem z dziewięciu dywizji pancernych w Normandii miało zostać wykorzystanych w ataku, ale tylko cztery udało się przygotować na czas. Niemieccy dowódcy alarmowali, że ich siły nie są zdolne do ofensywy na tę skalę, ale te ostrzeżenia zostały zignorowane, a Operacja Lüttich rozpoczęła się 7 sierpnia w okolicach Mortain. Pierwsze ataki zostały przeprowadzone przez 1 Dywizję Pancerną SS „Leibstandarte SS Adolf Hitler” i 2 Dywizję Pancerną SS „Das Reich”, ale obie jednostki miały razem tylko 75 czołgów Panzer IV, 70 Panter i 32 działa samobieżne Stug IV. Alianci zostali ostrzeżeni o zbliżającym się niemieckim ataku dzięki informacjom przechwyconym przez system Ultra i chociaż ofensywa trwała do 13 sierpnia, realne zagrożenie Operacją Lüttich zostało zażegnane w przeciągu 24 godzin. Ofensywa na Mortain doprowadziła do pokonania najpotężniejszych pozostałych jeszcze jednostek niemieckich na froncie zachodnim, a ich linie w Normandii były bliskie upadku. Jak powiedział wówczas generał Bradley: 

Jest to okazja, która pojawia się u dowódcy nie częściej niż raz na sto lat. Zaraz zniszczymy całą wrogą armię i odtąd będziemy przeć nieustannie aż do granicy niemieckiej

### Operacja Totalize

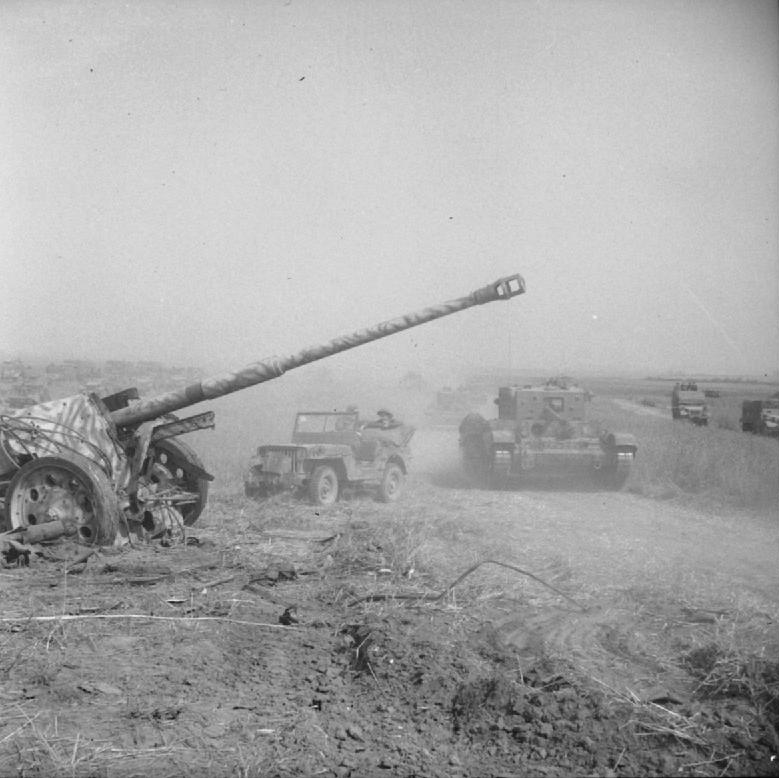
Czołg Mk VIII Cromwell i Jeep Willys MB mijający porzucone niemieckie działo przeciwpancerne 88 mm podczas operacji Totalize

Kanadyjska 1 Armia otrzymała rozkaz zdobycia wzniesienia na północ od Falaise w celu zamknięcia w okrążeniu Grupy Armii B. Kanadyjczycy planowali Operację Totalize jako połączony z atakami bombowców strategicznych nowatorski atak nocny z wykorzystaniem transporterów opancerzonych Kangaroo. Operacja Totalize rozpoczęła się w nocy z 7 na 8 sierpnia; piechota pierwszego rzutu jechała na transportach, kierowana przez radionamierniki, nacierając przeciwko 12 Dywizji Pancernej SS „Hitlerjugend”, która utrzymywała odcinek o długości 14 km, wspierana przez 101 Batalion Czołgów Ciężkich i resztki 89 Dywizji Piechoty. Strategiczny szczyt Verrières oraz miasto Cintheaux zdobyto 9 sierpnia, ale tempo postępu kanadyjskiego natarcia zostało spowolnione przez silny niemiecki opór i złe dowodzenie po stronie alianckiej, co doprowadziło do wielu ofiar w kanadyjskiej 4 Dywizji Pancernej i polskiej 1 Dywizji Pancernej. Do 10 sierpnia siły anglo-kanadyjskie dotarły do wzgórza 195, na północ od Falaise. Następnego dnia dowódca sił kanadyjskich, płk Guy Simonds odłączył dywizje pancerne od dywizji piechoty, kończąc operację.

## Preludium
Wciąż żywiąc nadzieję, że von Kluge wycofa swe siły z zaciskającej się pętli alianckiego okrążenia, Montgomery od pewnego czasu planował „długie okrążenie”, dzięki której Brytyjczycy i Kanadyjczycy mieliby obrócić się o 90 stopni w lewo z Falaise w kierunku Sekwany, podczas gdy amerykańska 3 Armia pod dowództwem gen. George'a Pattona zablokowałaby Niemcom drogę ucieczki pomiędzy Sekwaną, a Loarą, zamykając w kotle wszystkie ocalałe siły niemieckie w zachodniej Francji. Natomiast Najwyższy Dowódca Alianckich Sił Ekspedycyjnych, generał Dwight Eisenhower w rozmowie telefonicznej 8 sierpnia przedstawił amerykańską propozycję „krótszego okrążenia”, zamkniętego w Argentan. Montgomery i Patton mieli wątpliwości; jeśli alianci nie zajęliby szybko Argentan, Alençon i Falaise, wielu Niemców mogłoby uciec. Wierząc, że zawsze w razie potrzeby można powrócić do pierwotnego planu, Montgomery przyjął propozycję Eisenhowera i to jego plan był wdrażany w życie.

## Bitwa

### Operacja Tractable

Powstanie kotła Falaise, od 8 do 17 sierpnia 1944 r.

Natarcie 3 Armii z południa poczyniło znaczne postępy 12 sierpnia; Alençon zostało zdobyte, a von Kluge był zmuszony rzucić gromadzone siły do kontrataku. Następnego dnia amerykańska 5 Dywizja Pancerna ze składu XV Korpusu przesunęła się o 56 km i osiągnęła pozycje z widokiem na Argentan. 13 sierpnia Bradley odwołał rozkazy Pattona dotyczące dalszego natarcia na północ w kierunku Falaise przez 5 Dywizję Pancerną, obawiając się przypadkowych bratobójczych walk po wtargnięciu w sektor armii brytyjskich. Zamiast tego nakazał XV Korpusowi „skoncentrować się na operacjach w innym kierunku”. Oddziały amerykańskie w pobliżu Argentan rozpoczęły odwrót, co zakończyło niepełny manewr okrążający w wykonaniu XV Korpusu. Patton sprzeciwiał się tej decyzji, ale dostosował się do niej, co pozostawiło wyjście dużej części sił niemieckich z kotła Falaise.
Po zatrzymaniu się Amerykanów na południowej flance, a następnie połączeniu się niemieckich wojsk w niezamkniętym kotle z nadciągającą na odsiecz ze wschodu Grupą Pancerną Heinricha Eberbacha, przy nieustającym naporze Brytyjczyków z północnego zachodu, to kanadyjska 1 Armia, w skład której wchodziła polska 1 Dywizja Pancerna, dostała rozkaz zamknięcia pierścienia okrążenia. Po ograniczonym ataku kanadyjskiej 2 Dywizji Piechoty w dolinie Laize w dniach 12–13 sierpnia, większość czasu od zakończenia Operacji Totalize Kanadyjczycy i Polacy spędzili na przygotowaniach do Operacji Tractable, bezpośredniego ataku na Falaise. Operacja rozpoczęła się 14 sierpnia o godz. 11:42, przykryta artyleryjską zasłoną dymną, która naśladowała nocny atak rozpoczynający Operację Totalize. Kanadyjska 4 Dywizja Pancerna i polska 1 Dywizja Pancerna przekroczyły rzekę Laison, ale miały opóźnienia na linii rzeki Dives, dając czas czołgom Tygrys ze 102 batalionu czołgów ciężkich na przygotowanie kontrataku.
Poruszanie się pośród dymu spowolniło postęp atakujących wojsk, a błędne użycie przez kanadyjską 1 Armię żółtego dymu do zaznaczenia swoich pozycji – tego samego, którego bombowce strategiczne używały do oznaczania celów – doprowadziło do zbombardowania Kanadyjczyków przez sojusznicze samoloty i jeszcze większego spowolnienia postępów natarcia. 15 sierpnia kanadyjskie 2 i 3 Dywizja Piechoty oraz 2 Brygada Pancerna kontynuowały ofensywę, ale ich postępy były mizerne. 4 Dywizja Pancerna zdobyła jednak Soulangy łamiąc ciężki niemiecki opór i odpierając kilka kontrataków, co uniemożliwiło Niemcom dokonanie wyłomu w pobliżu miasta Trun. Następnego dnia 2 Dywizja Piechoty wkroczyła do Falaise, napotykając tylko niewielki opór sfanatyzowanych jednostek Waffen SS i maruderów z rozbitych jednostek niemieckiej piechoty, a do 17 sierpnia zabezpieczyła miasto.
W południe 16 sierpnia von Kluge odrzucił rozkaz Hitlera dotyczący kolejnego kontrataku, a po południu Hitler zgodził się na wycofanie sił. Zaczął jednak podejrzewać, że feldmarszałek zamierza się poddać aliantom. Wieczorem 17 sierpnia Hitler zwolnił z dowodzenia von Klugego i odwołał go do Niemiec; po czym ten popełnił samobójstwo, albo został stracony przez oficera SS Jürgena Stroopa za udział w spisku z 20 lipca. Kluge został zastąpiony przez feldmarszałka Walthera Modela, którego pierwszą decyzją na nowym stanowisku dowódczym było nakazanie natychmiastowego wycofania się 7 Armii i 5 Armii Pancernej, podczas gdy II Korpus Pancerny SS (resztki czterech dywizji pancernych) utrzymywał północną ścianę korytarza przed nacierającymi Brytyjczykami i Kanadyjczykami, a XLVII Korpus Pancerny (resztki dwóch dywizji pancernych) utrzymywał południową flankę naprzeciwko amerykańskiej 3 Armii.

## Okrążenie

Niemieckie kontrataki na pozycje kanadyjsko-polskie 20 sierpnia 1944 r.

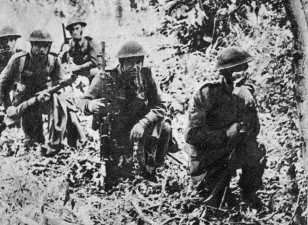
Polska piechota na Mont Ormel, 20 sierpnia 1944 r.

Do 17 sierpnia okrążenie wojsk niemieckich w Normandii było niepełne. Polska 1 Dywizja Pancerna, wchodząca w skład kanadyjskiej 1 Armii, została podzielona na trzy grupy bojowe i otrzymała rozkaz szerokim szykiem poruszać się na południowy wschód, aby połączyć się z żołnierzami amerykańskimi w Chambois. Trun zostało zdobyte przez kanadyjską 4 Dywizję Pancerną 18 sierpnia. Po zdobyciu Champeaux 19 sierpnia polskie grupy bojowe spotkały się w Chambois, a dzięki wsparciu Kanadyjczyków z 4 Dywizji Pancernej Polacy zabezpieczyli miasto i wieczorem nawiązali kontakt z amerykańską 90 Dywizją Piechoty i francuską 2 Dywizją Pancerną. Alianci nie przerzucili jeszcze żadnych znaczących sił na drogę potencjalnej ucieczki 7 Armii, kiedy ich pozycje zostały zaatakowane przez wojska niemieckie wewnątrz kotła. Opancerzona kolumna 2 Dywizji Pancernej SS przedarła się przez pozycje Kanadyjczyków w Staint-Lambert, zajęła połowę wsi i utrzymywała drogę przez sześć godzin, aż do zmroku. Wielu Niemców uciekło, a małe grupki piechoty przeszły przez rzekę Dives pod osłoną nocy.
Po zajęciu Chambois dwie polskie grupy bojowe wymaszerowały na północny wschód i zajęły pozycje na części wzgórza 262 (grzbiet Mont Ormel), spędzając noc 19 sierpnia na kopaniu okopów. Następnego ranka feldmarszałek Model rozkazał elementom 2 Dywizji Pancernej SS i 9 Dywizji Pancernej SS zaatakować z zewnętrznej strony kotła w kierunku polskich pozycji. Około południa kilku jednostkom 10 Dywizji Pancernej SS, 12 Dywizji Pancernej SS i 116 Dywizji Pancernej udało się przedrzeć przez polskie linie i otworzyć korytarz, a 9 Dywizja Pancerna SS uniemożliwiła przyjście z pomocą Kanadyjczyków. Do południa około 10 tys. niemieckich żołnierzy wyszło z kotła.
Polacy utrzymali się na wzgórzu 262 (zwanym przez nich Maczugą) i byli w stanie z punktu obserwacyjnego skierować precyzyjny ostrzał artyleryjski na wycofujących się Niemców. Dlatego gen. Paul Hausser, dowódca 7 Armii nakazał „wyeliminowanie” polskich pozycji. Pozostałości 352 Dywizji Piechoty i kilka grup bojowych z 2 Dywizji Pancernej SS spowodowały wiele strat w 8 i 9 batalionie polskiej dywizji. Ich atak został ostatecznie odparty kosztem wystrzelania prawie całej amunicji. Resztki XLVII Korpusu Pancernego uciekały z kotła. W nocy dochodziło już jedynie do sporadycznych walk, a Polacy często wzywali ostrzał artyleryjski, aby zakłócić wycofywanie się Niemców z ich sektora.
Następnego dnia rano niemieckie kontrataki zostały wznowione, ale Polacy utrzymali się na grzbiecie. Około godz. 11:00 ostatnia próba natarcia na pozycje 9 batalionu została podjęta przez pobliskie oddziały Waffen-SS, które zostały pokonane w starciach na krótkim dystansie, włącznie z walką wręcz. Niedługo po południu żołnierze Canadian Grenadier Guards dotarli do Mont Ormel, a późnym popołudniem resztki 2 i 9 Dywizji Pancernej SS rozpoczęły odwrót w stronę Sekwany. Podczas gdy w operacji zamknięcia kotła Falaise polska 1 Dywizja Pancerna straciła 1441 żołnierzy, w tym 466 zabitych, tak polskie ofiary w czasie kilkudniowej bitwy pod Mont Ormel sięgnęły 351 zabitych i rannych, a także 11 zniszczonych czołgów. Straty niemieckie w szturmie na wzgórze 262 wyniosły ok. 500 zabitych i 1000 pojmanych, czyli większość z tego, co jeszcze zostało 12 Dywizji Pancernej SS. Zniszczono wiele czołgów Tygrys, Pantera i Panzer IV oraz holowanych jednostek artylerii.
Wieczorem 21 sierpnia czołgi kanadyjskiej 4 Dywizji Pancernej połączyły się z polskimi siłami w Coudehard, a 2 i 3 Dywizja Piechoty zabezpieczyły Saint-Lambert i północne przejście do Chambois; tym samym kocioł Falaise został ostatecznie zamknięty. Do tego momentu od 20 do 50 tys. żołnierzy niemieckich, porzucając na miejscu ciężki sprzęt, uciekło przez luki i korytarze w pierścieniu alianckiego okrążenia, a następnie tyłach swoich wojsk żołnierze ci przeszli niezbędną reorganizację oraz dozbrojenie i jesienią 1944 r. zatrzymali ofensywę aliantów na granicy Niemiec.

## Następstwa

### Analiza

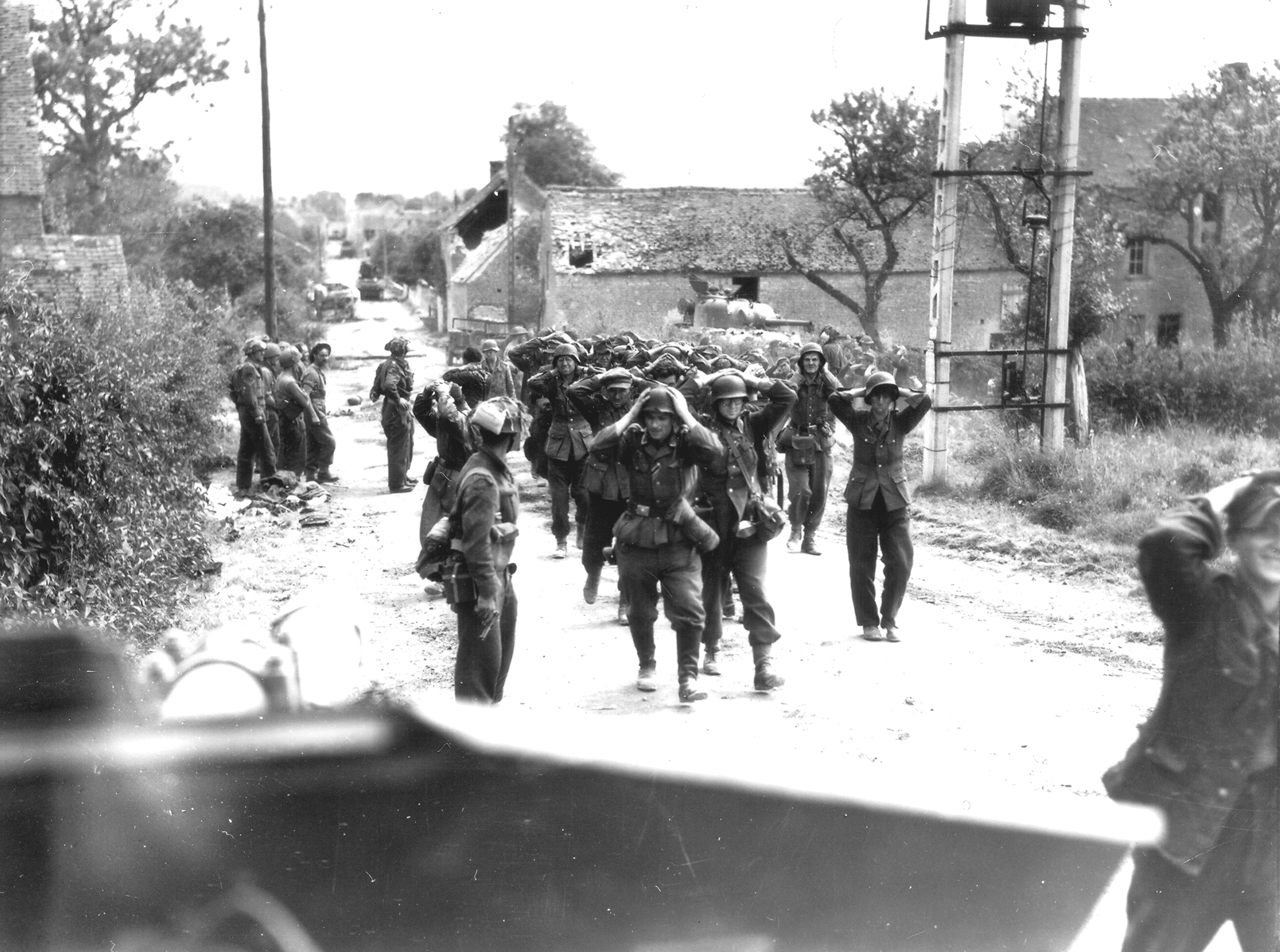
Niemcy poddają się Kanadyjczykom w Saint-Lambert, 19 sierpnia 1944 r.

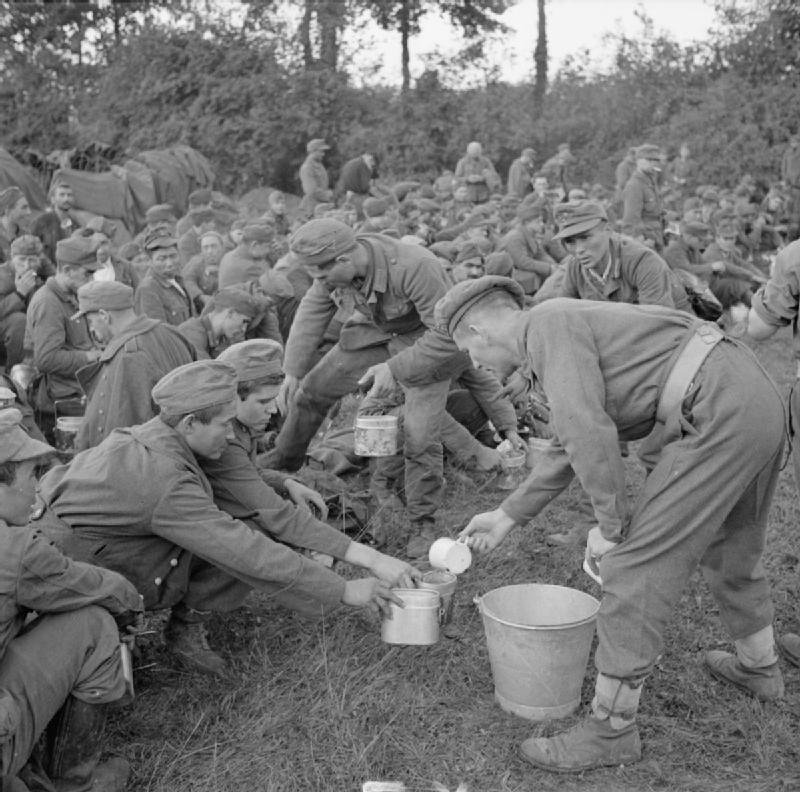
Niemieccy jeńcy schwytani podczas bitwy otrzymują przydział sucharów

Bitwa pod Falaise zakończyła bitwę o Normandię decydującą porażką Niemiec. Zaangażowanie Hitlera w dowodzenie niemieckimi siłami było szkodliwe od samego początku, ponieważ nalegał on na zupełnie nierealistyczne kontrofensywy, praktykował mikrozarządzanie wobec swoich generałów i odmawiał wycofania się, gdy jego armiom groziło unicestwienie. Ponad 40 niemieckich dywizji zostało zniszczonych podczas bitwy o Normandię. Nie są dostępne dokładne dane, ale historycy szacują, że ta kampania kosztowała Wehrmacht ok. 450 tys. ofiar, z czego 240 tys. zabitych lub rannych. Alianci odnieśli zwycięstwo kosztem 209 672 ofiar wśród sił lądowych, w tym 36 976 zabitych i 19 221 zaginionych. Alianckie siły powietrzne straciły 16 714 lotników zabitych lub zaginionych. Ostatni akt bitwy o Francję, wyzwolenie Paryża, miał miejsce 25 sierpnia, a Operacja Overlord ostatecznie zakończyła się 30 sierpnia wraz z wycofaniem się ostatniej niemieckiej jednostki za Sekwanę.

Obszar, na którym utworzono kocioł Falaise, był pełen pozostałości walki. Miasteczka zostały zniszczone, wioski spalone, a porzucony sprzęt sprawił, że niektóre drogi stały się nieprzejezdne. Zwłoki żołnierzy i cywilów były porozrzucane po całej okolicy, a obok nich leżały tysiące sztuk martwego bydła i koni. W sierpniowych upałach ciała zaczęły szybko się rozkładać, oblazły je robaki, a chmary much krążyły na całym obszarze. Piloci twierdzili, że mogli wyczuć smród pola bitwy nawet setki metrów nad nim. Generał Eisenhower zapisał: 

Pole bitwy pod Falaise było bez wątpienia jednym z największych „pól śmierci” w historii wojen. 48 godzin po zamknięciu okrążenia zostałem poprowadzony pieszo przez pole bitwy, aby zobaczyć sceny, które potrafiłby opisać tylko Dante. Dosłownie można było przejść setki jardów bez przerwy, stąpając tylko po martwym i rozkładającym się ciele

Strach przed wybuchem epidemii spowodował, że alianci uznali cały obszar kotła za „strefę zagrożenia”. Oczyszczenie go miało jednak niski priorytet i dlatego trwało aż do listopada. Wiele spuchniętych ciał musiało zostać przestrzelonych, aby wydobyć z nich gazy, zanim mogły zostać spalone, a do oczyszczenia obszaru z martwych zwierząt użyto buldożerów.
Rozczarowani faktem, że znaczna część niemieckiej 7 Armii uciekła z kotła, wielu dowódców alianckich, szczególnie wśród Amerykanów, krytycznie odnosiło się do decyzji, które postrzegali jako brak chęci Montgomery'ego do zamknięcia kotła. Niedługo po zakończeniu wojny Ralph Ingersoll, znany dziennikarz, który służył jako planista dla sztabu Eisenhowera, wyraził dominujący wówczas amerykański pogląd na sytuację: 

Granica stref armii różnych narodowości arbitralnie podzieliła brytyjskie i amerykańskie sektory pola bitwy tuż za Argentan, po stronie Falaise. Oddziały Pattona, które uważały, że mają za cel wypełnienie korytarza, podjęły to zadanie i bez zatrzymania przekroczyły granicę armii. Montgomery, który nadal był nominalnie odpowiedzialny za wszystkie siły naziemne, teraz postanowił dowodzić i nakazał Pattonowi powrót na swoją stronę międzynarodowej linii granicznej. Tymczasem przez dziesięć dni pobita, ale wciąż karna i zorganizowana armia niemiecka wycofywała się przez korytarz z kotła Falaise

Niektórzy historycy uważają, że luka w pierścieniu okrążenia mogła zostać wcześniej zlikwidowana; Wilmot zauważył, że pomimo posiadania brytyjskich dywizji w rezerwie, Montgomery nie wzmocnił sił Simondsa i że kanadyjskie natarcie na Trun i Chambois nie było „energiczne i ryzykowne”, tak jak wymagała tego sytuacja. Brytyjski pisarz i historyk Max Hastings napisał, że Montgomery, będąc świadkiem tego, co nazwał kiepskim występem Kanady podczas Operacji Totalize, powinien był powołać weterana brytyjskich dywizji, aby objął dowództwo. D'Este i Blumenson sądzą, że Montgomery i Crerar mogli zrobić więcej, aby nadać impet natarciu Brytyjczyków i Kanadyjczyków. Twierdzenie Pattona po bitwie, że Amerykanie mogliby zapobiec niemieckiej ucieczce, gdyby Bradley nie kazał mu zatrzymać się w Argentan, było ich zdaniem „absurdalnie nadmiernym uproszczeniem”.

Wilmot napisał, że „wbrew ówczesnym doniesieniom, Amerykanie nie zdobyli Argentan do 20 sierpnia, dzień po połączeniu sił alianckich w Chambois”. Jednostka amerykańska, która wypełniła lukę pomiędzy Argentant a Chambois, 90 Dywizja Piechoty, była według Hastingsa jedną z najmniej skutecznych ze wszystkich jednostek alianckich w Normandii. Spekulował, że prawdziwym powodem, dla którego Bradley zatrzymał Pattona, nie była obawa przed przypadkowymi starciami z Brytyjczykami, ale wiedza, że przy potężnych formacjach niemieckich wciąż działających w tym rejonie, Amerykanie nie mieli wystarczających sił do obrony pozycji blokujących wyjście z kotła i ponieśliby „zawstydzające i niepotrzebne straty” z rąk wycofujących się Fallschirmjägers oraz 2 i 12 Dywizji Pancernej SS. Bradley napisał po wojnie, że: 

Chociaż Patton mógł utworzyć wąską linie obrony skierowaną w stronę kotła, wątpiłem w jego zdolność do jej utrzymania. Dziewiętnaście dywizji niemieckich gnało naraz, by uciec z pułapki. Tymczasem siłami zaledwie czterech dywizji Patton blokował już trzy główne drogi ucieczki przez Alencon, Sees i Argentan. Gdyby rozciągnął ich linię do Falaise, rozszerzyłby swój odcinek odpowiedzialności na odległość 64 km. Wróg mógł nie tylko przebić się, ale też zdeptać armię Pattona w pośpiesznym natarciu. Zdecydowanie wolałem solidne ramię oparte o Argentan niż możliwość złamania karku pod Falaise

### Straty

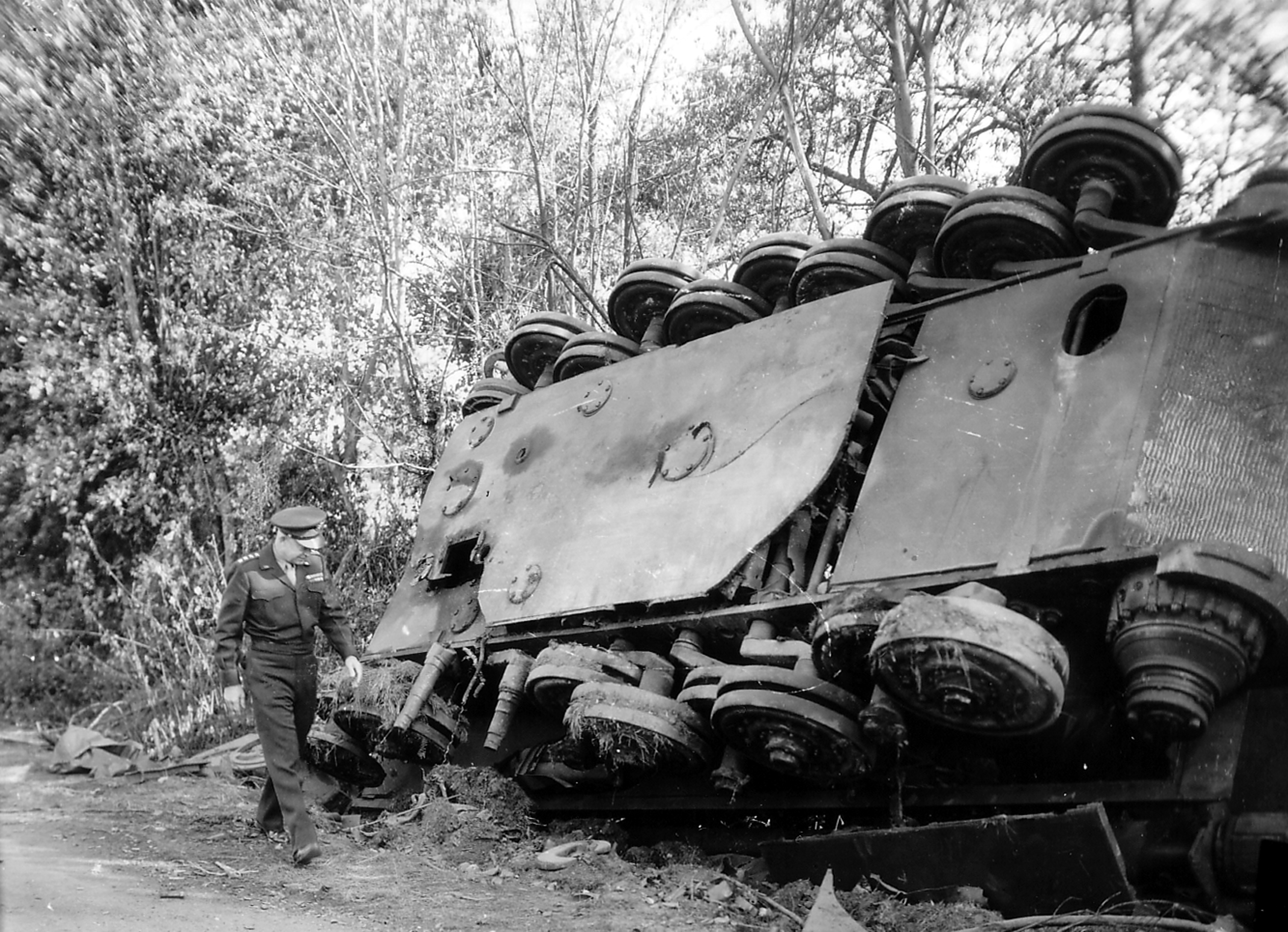
Generał Eisenhower ogląda wrak zniszczonego Tygrysa Królewskiego w kotle niedaleko Chambois

Do 22 sierpnia wszyscy niemieccy żołnierze na zachód od głównych linii alianckich byli zabici lub w niewoli. Historycy różnią się szacunkami strat niemieckich w kotle. Większość twierdzi, że od 80 tys. do 100 tys. żołnierzy zostało zamkniętych w okrążeniu, z czego 10–15 tys. zginęło, 40–50 tys. zostało wziętych do niewoli, a 20–50 tys. uciekło. Shulman, Wilmot i Ellis oszacowali, że w kotle znalazły się pozostałości 14–15 niemieckich dywizji. D'Este podaje liczbę 80 tys. okrążonych żołnierzy, z których 10 tys. zostało zabitych, 50 tys. schwytanych, a 20 tys. uciekło. Shulman napisał o ok. 80 tys. uwięzionych, 10–15 tys. zabitych i 45 tys. pojmanych. Wilmot odnotował 100 tys. uwięzionych, 10 tys. zabitych i 50 tys. schwytanych. Williams napisał, że aż ok. 100 tys. żołnierzy niemieckich uciekło z kotła. Tamelander oszacował, że Wehrmacht utracił 50 tys. żołnierzy, z czego 10 tys. zostało zabitych, a 40 tys. wziętych do niewoli, zaś być może kolejne 50 tys. uciekło. W sektorze północnym straty niemieckie obejmowały 344 czołgi, działa samobieżne i inne lekkie pojazdy opancerzone, a także 2447 pojazdów nieopancerzonych i 252 porzucone lub zniszczone działa. W walkach wokół wzgórza 262 niemieckie straty to ogółem 2 tys. zabitych, 5 tys. wziętych do niewoli i 55 zniszczonych czołgów, 44 działa oraz 152 inne pojazdy pancerne. 12 Dywizja Pancerna SS straciła 94 procent swojej siły pancernej, prawie całą artylerię i 70 procent pojazdów. Mając blisko 20 tys. ludzi i 150 czołgów przed kampanią w Normandii, po Falaise jej stan został zredukowany do 300 ludzi i 10 czołgów. Chociaż elementy kilku formacji niemieckich zdołały uciec na wschód, nawet te pozostawiły za sobą większość swojego sprzętu. Po bitwie śledczy alianccy oszacowali, że Niemcy stracili około 500 czołgów i dział szturmowych w kotle oraz że niewiele z ich ekwipunku przetrwało odwrót za Sekwanę.

## Upamiętnienie
Walki żołnierza polskiego pod Falaise zostały upamiętnione na Grobie Nieznanego Żołnierza w Warszawie napisem na jednej z tablic po II wojnie światowej „FALAISE-CHAMBOIS 8 – 21 VIII 1944”.